# Грицовка
Грицовка (укр. Грицівка) — село в Талалаевском районе Черниговской области Украины. Население — 237 человек. Занимает площадь 1,2 км². Расположено на реке Ромен при впадении её притока Березовица.
Код КОАТУУ: 7425383002. Почтовый индекс: 17213. Телефонный код: +380 8–04634.

## Власть
Орган местного самоуправления — Рябуховский сельский совет. Почтовый адрес: 17212, Черниговская обл., Талалаевский р-н, с. Рябухи, ул. Садовая, 9а.